# Port River Expressway
Der Port River Expressway ist eine Stadtautobahn im Zentrum des australischen Bundesstaates South Australia, in den nördlichen Vororten von Adelaide. Er verbindet Port Adelaide und die LeFevre-Halbinsel mit den nördlichen Vororten von Adelaide und über den Salisbury Highway (A13) zu den wichtigen Fernstraßen Port Wakefield Road (NA1) und Northern Expressway (NM20) nach Perth, bzw. Sydney.
Nicht alle Ausfahrten des Port River Expressway haben Autobahnniveau; manche Kreuzungen besitzen auch Ampeln. Daher erhielt diese Straße nur die Nummerierung A9 anstatt der für Autobahnen üblichen M-Nummerierung.

## Bau
Der Port River Expressway entstand in drei Bauabschnitten:
- Abschnitt 1 (eröffnet am 19. Juli 2005): 5,5 km lange, vierspurige Autobahn zwischen Francis Street und South Road mit höhenfreien Anschlüssen der South Road, Hanson Road und Eastern Parade.[1]
- Abschnitt 2 (eröffnet am 3. August 2008): Vierspurige Hochbrücke als Zugbrücke über den Port River zwischen Dock 1 und 2. Sie verbindet den Abschnitt 1 am Anschluss Francis Street mit der Victoria Road auf der LeFevre-Halbinsel.[2]
- Abschnitt 3 (eröffnet im Juni 2008): Einspurige Eisenbahnhochbrücke als Zugbrücke über den Port River nördlich der Straßenbrücke mit Anschlüssen an das vorhandene Eisenbahnnetz der Region Adelaide.[3]

Der Port River Expressway ist heute eine leistungsfähige Verbindung für Personen- und Güterverkehr von den nördlichen Vororten in die größten Hafenanlagen von South Australia in Port Adelaide und Outer Harbor.

## Ausfahrten und Kreuzungen
| Port River Expressway                                                 |                                       |                                                              |
| Ausfahrten Richtung Westen                                            | Entfernung vom Salisbury Highway (km) | Ausfahrten Richtung Osten                                    |
| Regency Park, Adelaide South Road                                     | 0,0 km                                | Ende Port River Expressway weiter als Salisbury Highway to & |
| Beginn Port River Expressway vom Salisbury Highway                    | 0,0 km                                | Regency Park, Adelaide South Road                            |
| Ottoway Wingfield Waste & Recycling Centre Hanson Road                | 1,5 km                                | Ottoway Wingfield Waste & Recycling Centre Hanson Road       |
| North Arm, Torrens Island Eastern Parade                              | 3,8 km                                | North Arm, Torrens Island Eastern Parade                     |
| PORT FLAT FREIGHT RAIL LINE                                           | 3,8 km                                | PORT FLAT FREIGHT RAIL LINE                                  |
| Port Adelaide Perkins Drive                                           | 4,5 km                                | Port Adelaide Perkins Drive                                  |
| Zugbrücke TOM 'DIVER' DERRICK BRIDGE keine Ausfahrt                   | 5,0 km                                | Zugbrücke TOM 'DIVER' DERRICK BRIDGE keine Ausfahrt          |
| Port Adelaide, Semaphore Nelson Street                                | 5,5 km                                | Beginn Port River Expressway von der Victoria Road           |
| Ende Port River Expressway weiter als Victoria Road nach Outer Harbor | 5,5 km                                | Port Adelaide, Semaphore Nelson Street                       |

## Galeriebilder

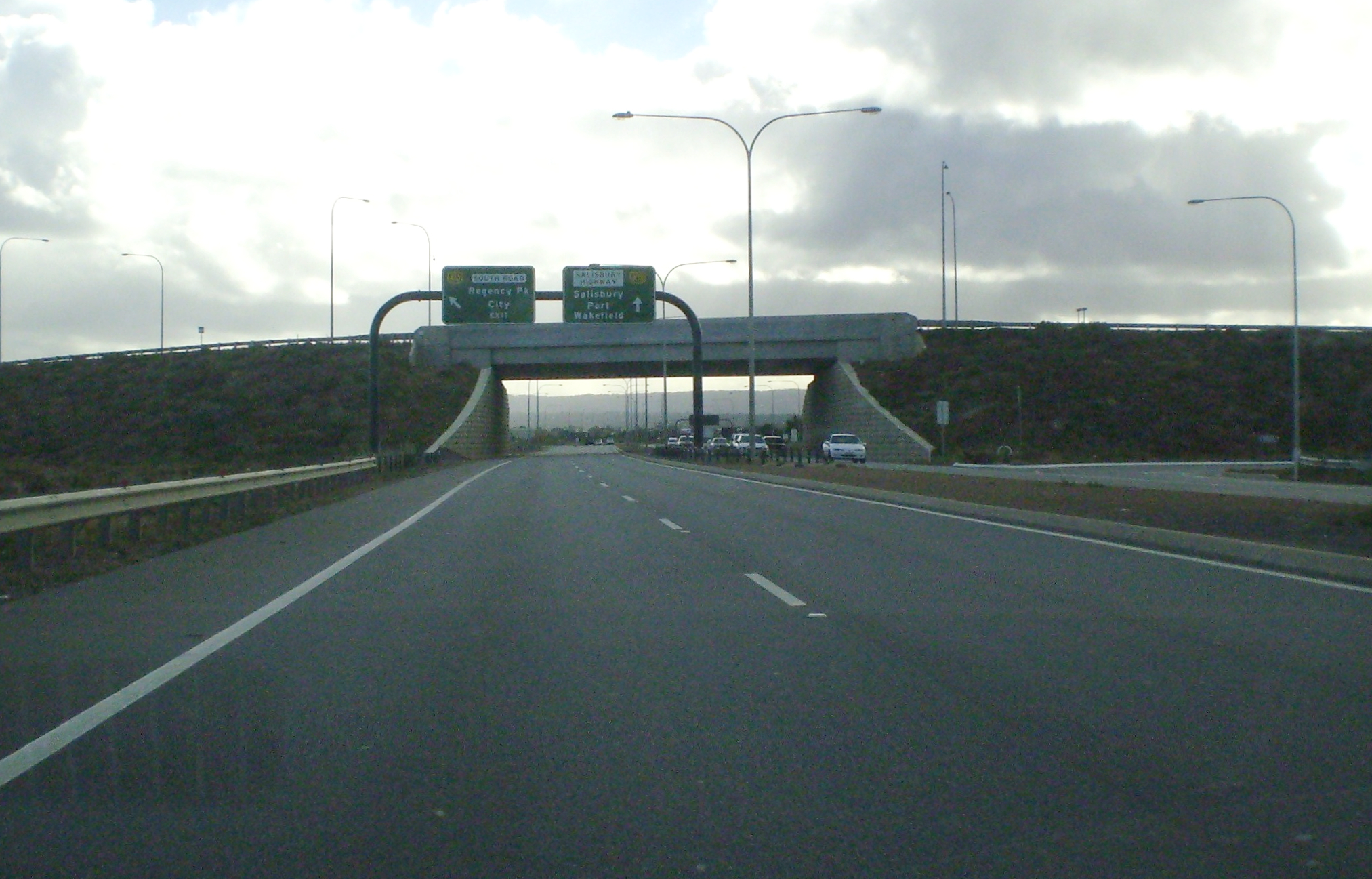
Port River Expressway kurz vor der Ausfahrt South Street.
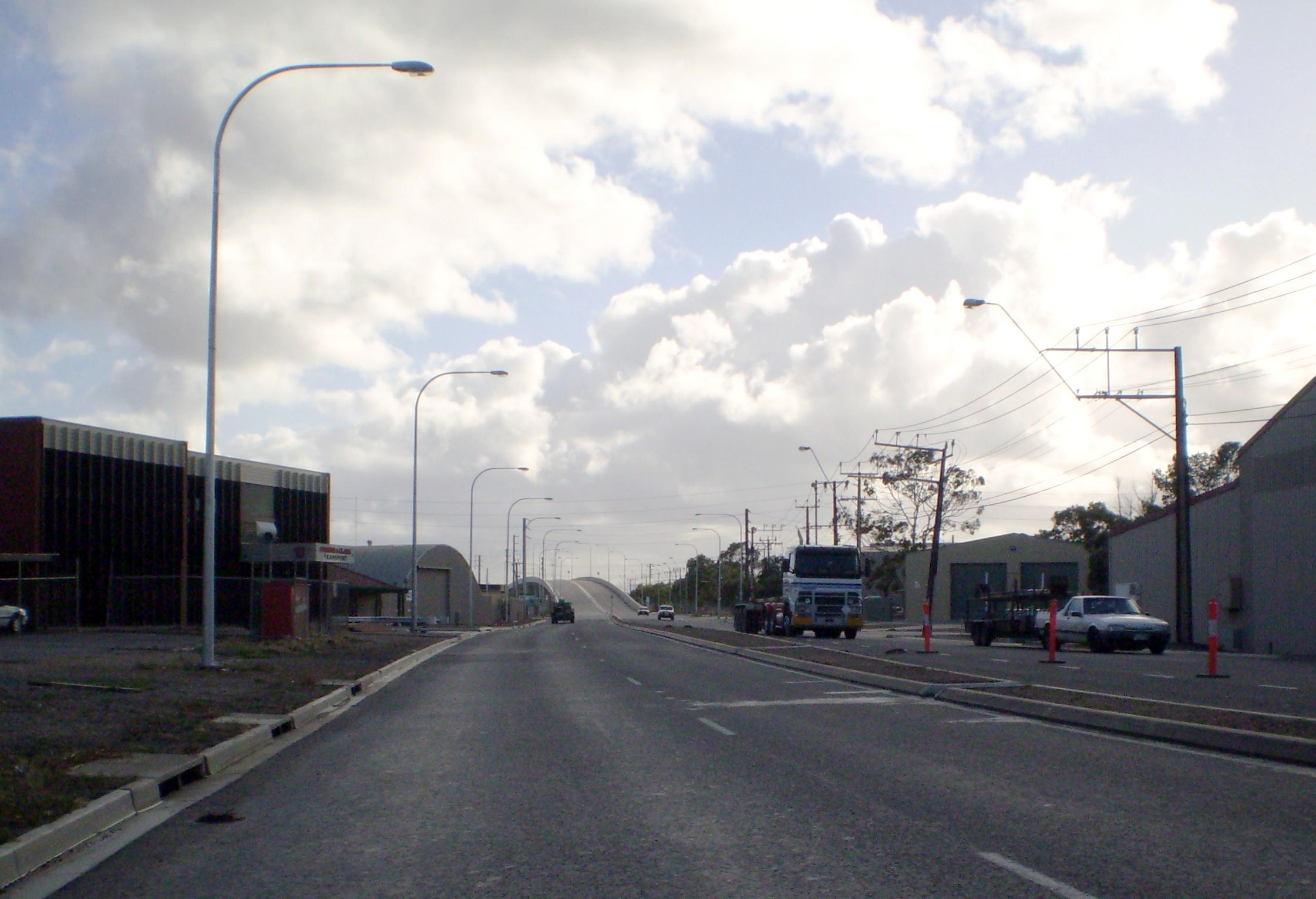
Port River Expressway Richtung Osten kurz vor der Ausfahrt Eastern Parade
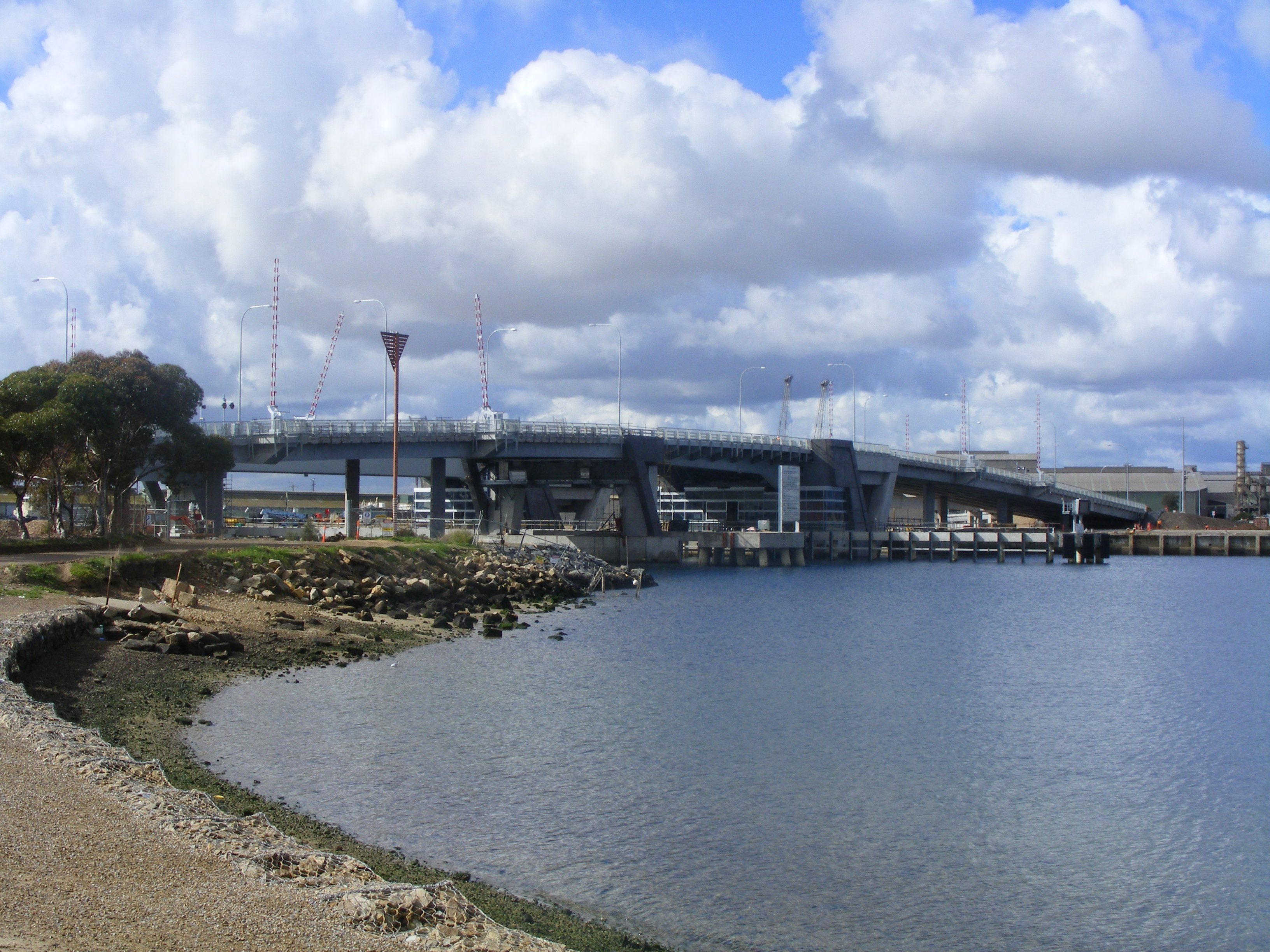
Tom “Diver” Derrick Bridge über den Port River
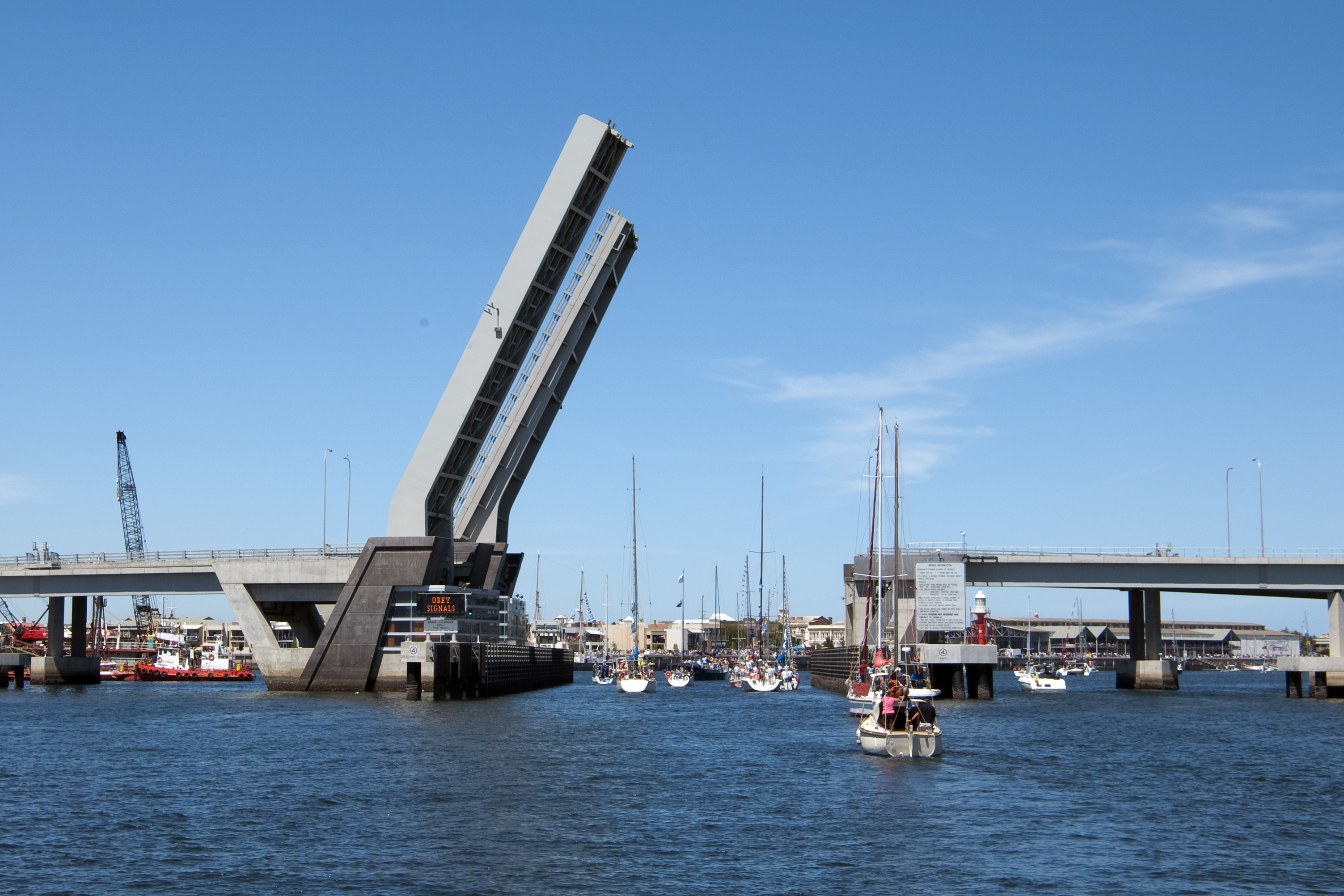
Die Mary-MacKillop-Eisenbahnbrücke neben der Tom „Diver“ Derrick-Straßenbrücke.
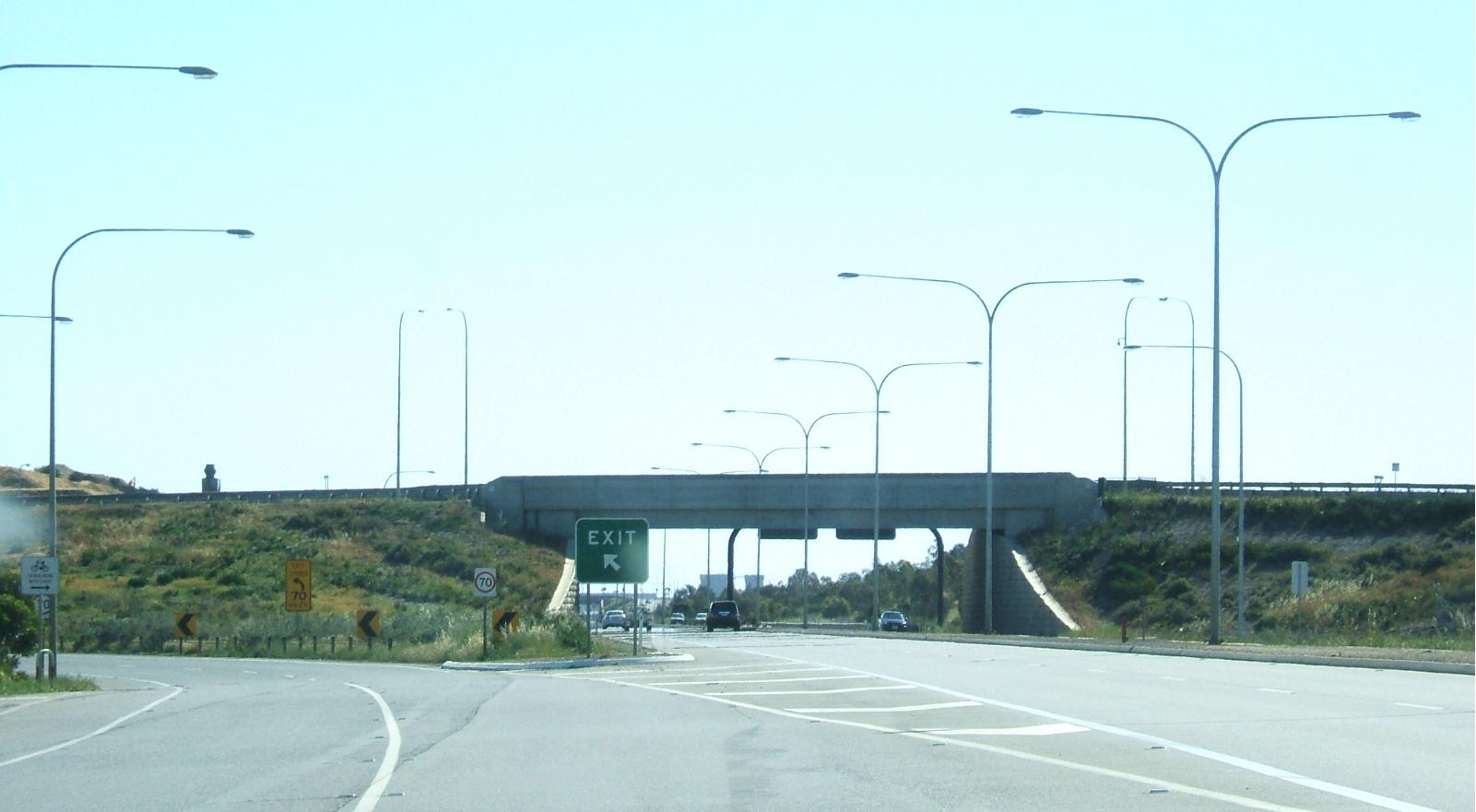
Kreuzung mit der South Road